# Доній Ладеваць
45°05′ пн. ш. 15°38′ сх. д. / 45.08° пн. ш. 15.63° сх. д.
Доній Ладеваць (хорв. Donji Lađevac) — населений пункт у Хорватії, у Карловацькій жупанії у складі міста Слунь.

## Населення
Населення за даними перепису 2011 року становило 46 осіб.
Динаміка чисельності населення поселення: